# Morten A. Strøksnes

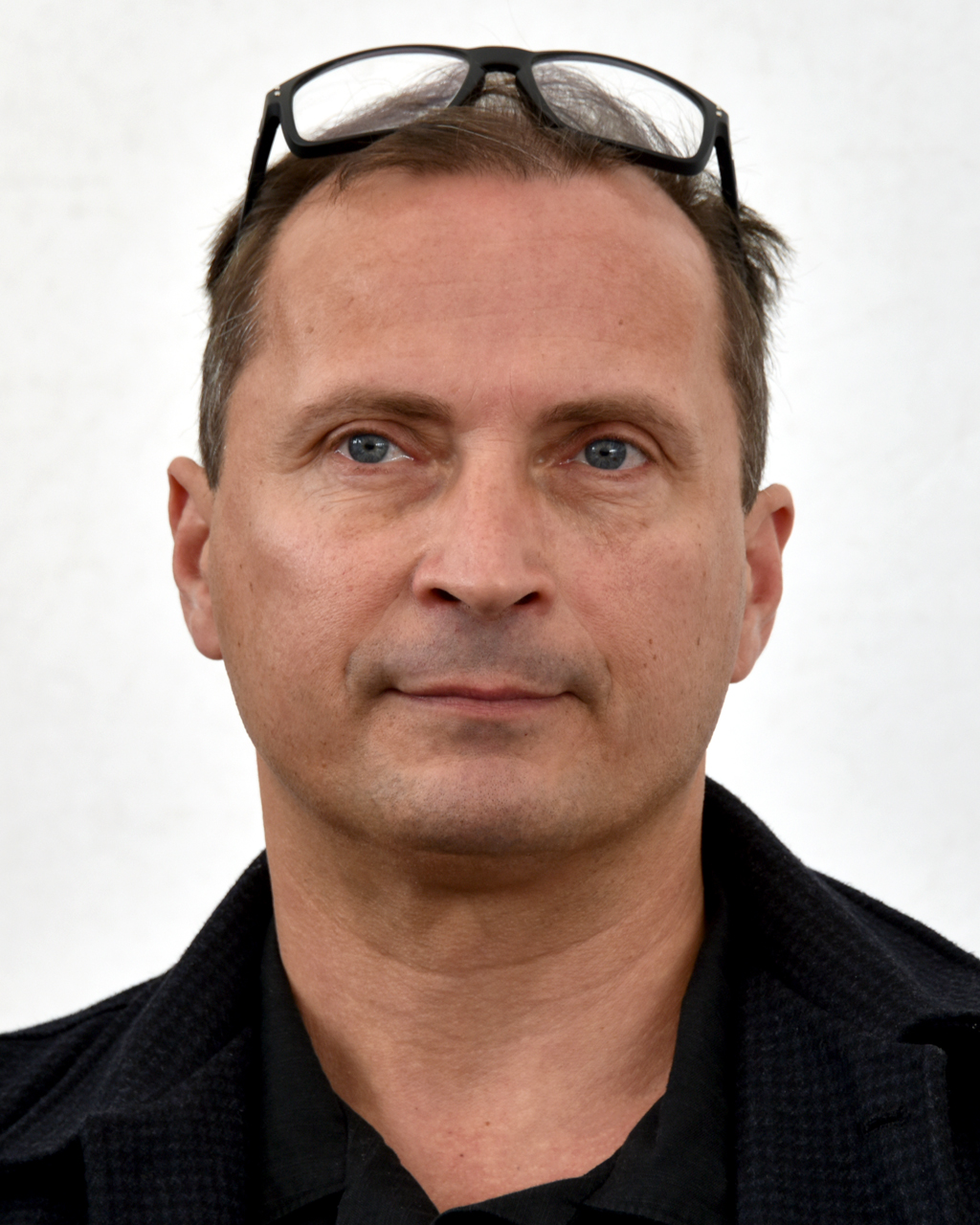
Morten Strøksnes (2019)

Morten Andreas Strøksnes (* 30. November 1965 in Kirkenes) ist ein norwegischer Journalist, Fotograf und Schriftsteller.

## Leben und Werk
Strøksnes studierte Philosophie, Literaturwissenschaft und Geschichte in Oslo und Cambridge. Er lebt heute als Journalist und Autor in Oslo. Nach dem Studium arbeitete er bis 2004 als Redakteur beim Morgenbladet. Er schreibt Essays, Porträts und Kritiken für die meisten großen norwegischen Zeitungen wie das Stavanger Aftenblad, die Bergens Tidende, Nordlys und Adresseavisen. In Norwegen veröffentlichte er etliche Sachbücher mit Reportagen über den Kongo, über die Sierra Madre oder den Nahen Osten. Einem breiteren Publikum bekannt wurde Strøksnes 2015 mit seinem Roman Havboka – eller Kunsten å fange en kjempehai fra en gummibåt på et stort hav gjennom fire årstider (dt. Das Buch vom Meer).

## Ausgaben
- Das Buch vom Meer oder Wie zwei Freunde im Schlauchboot ausziehen, um im Nordmeer einen Eishai zu fangen, und dafür ein ganzes Jahr brauchen. Übers. von Ina Kronenberger und Sylvia Kall. Deutsche Verlags-Anstalt (DVA) München 2016, ISBN 978-3-641-19882-4.

Originaltitel: Havboka – eller Kunsten å fange en kjempehai fra en gummibåt på et stort hav gjennom fire årstider. Forlaget Oktober, Oslo 2015

## Hörbücher
- Das Buch vom Meer oder Wie zwei Freunde im Schlauchboot ausziehen, um im Nordmeer einen Eishai zu fangen, und dafür ein ganzes Jahr brauchen. Hörverlag München 2016, ISBN 978-3-8445-2335-5. (1 mp3-CD, gelesen von Shenja Lacher und Stefan Wilkening, 538 Min.)

## Auszeichnungen
- 2011: Språkprisen, Preis des Sprachrats, verliehen für Sachbücher von herausragender literarischer Qualität
- 2015: Brageprisen, norwegischer Literaturpreis
- 2015: Kritikerprisen, norwegischer Kritikerpreis
- 2017: Wissensbuch des Jahres für Das Buch vom Meer